# Кобринская узкоколейная железная дорога
Кобринская узкоколейная железная дорога — лесовозная узкоколейная железная дорога в Мурашинском районе Кировской области и Прилузском районе Республики Коми. Максимальная длина 80 км, эксплуатируется в настоящее время 80 км магистрали, колея 750 мм.

## История
Узкоколейная железная дорога в лесопункте Кузюг была построена в 1946 году. Протяжённость магистральной линии узкоколейной железной дороги составляла не менее 22 километров, узкоколейка начиналась в посёлке Безбожник, проходила через посёлок Кузюг. Депо находилось в посёлке Безбожник 59°31′00″ с. ш. 48°49′38″ в. д., там же располагался нижний склад узкоколейной железной дороги 59°31′07″ с. ш. 48°49′22″ в. д., производилась перегрузка леса в вагоны широкой колеи. Название получила от реки Кобра, до которой предполагалось продлить дорогу.
В 1957 году образован Майский леспромхоз, формирование леспромхоза шло в период с 1957 по 1959 год.

### Современное состояние
В 1992 года в результате приватизации Майского леспромхоза было основано ОАО «Майсклес». С тех пор «Майсклес» ведёт активное сотрудничество с крупными фирмами Германии, Турции, США и прочих государств. В отличие от абсолютного большинства предприятий лесной промышленности, Майский леспромхоз почти не пострадал от перестройки и общего экономического спада. Движение на узкоколейке осуществляется по радиосвязи по системе диспетчерских приказов, каждый из которых имеет свой код и фиксируется в отдельном журнале диспетчера, а также в маршруте машиниста. Основная диспетчерская находится на станции Кобра в посёлке Безбожник, другая на 46 километре у пересечения с автодорогой Киров — Сыктывкар в здании поста дежурного по переезду 59°46′21″ с. ш. 49°22′54″ в. д.. В 2014 год узкоколейная железная дорога ОАО «Майсклес» действовала, общая протяжённость узкоколейки составляет около 80 километров. Движение по узкоколейке очень частое, осуществляется несколько грузовых рейсов в день.
По состоянию на сентябрь 2023, леспромхоз в связи с санкциями переориентировался на Китай. Движение возобновилось и осуществляется с двух участков, с 8 км и с 68 км. С 8 км производится вывозка на нижний склад в п. Безбожник. С 68 км вывозка ведётся до 46 км, где идёт перегрузка с вагонов на грузовые автомобили. Есть также небольшое ответвление в деревню Волосница, по которой движение только на пионерках.

## Подвижной состав

### Локомотивы
- ТУ4 — № 0045, 2145

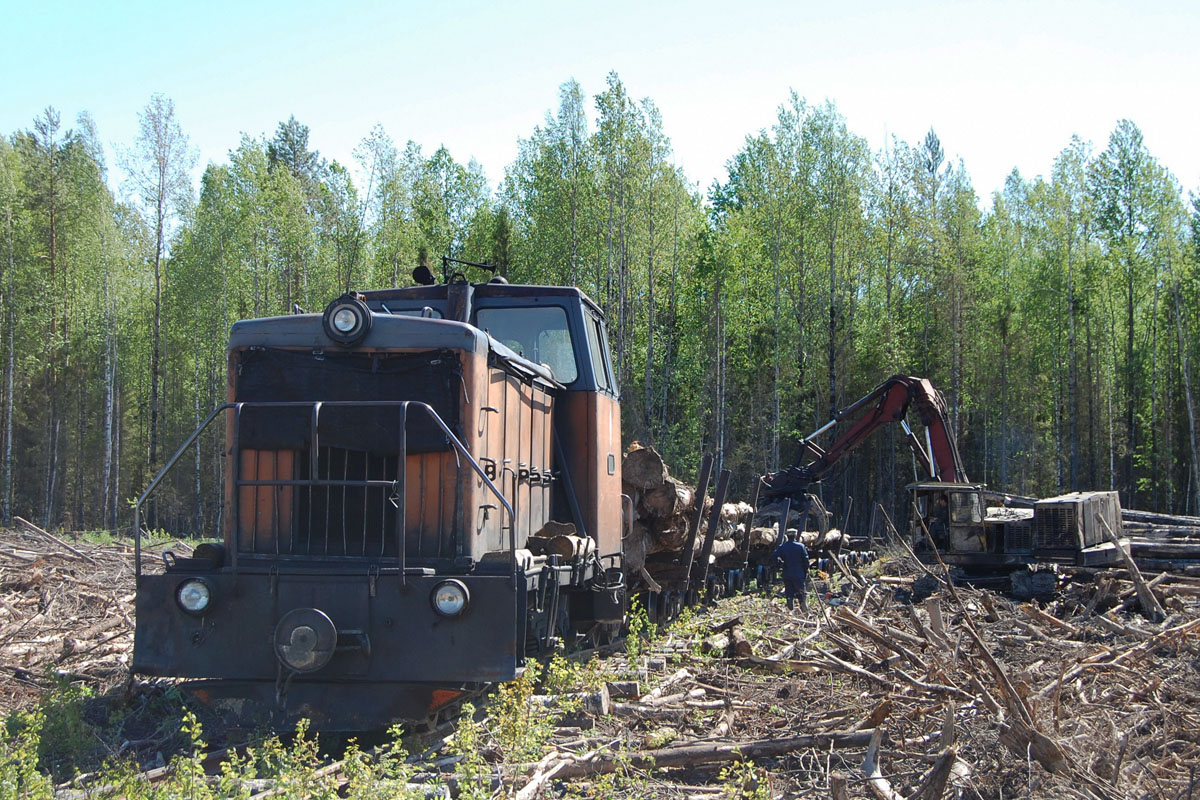
Тепловоз ТУ6А-3809 на погрузке

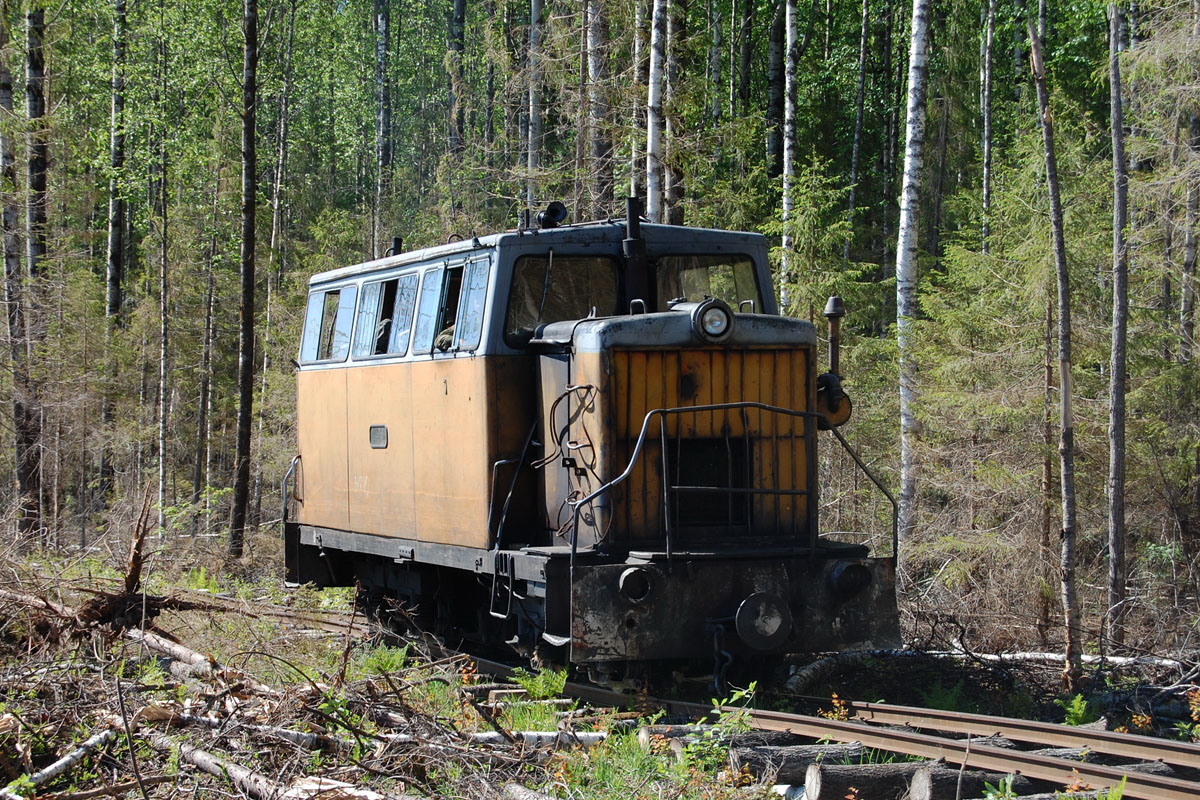
Автомотриса ТУ6П-0022

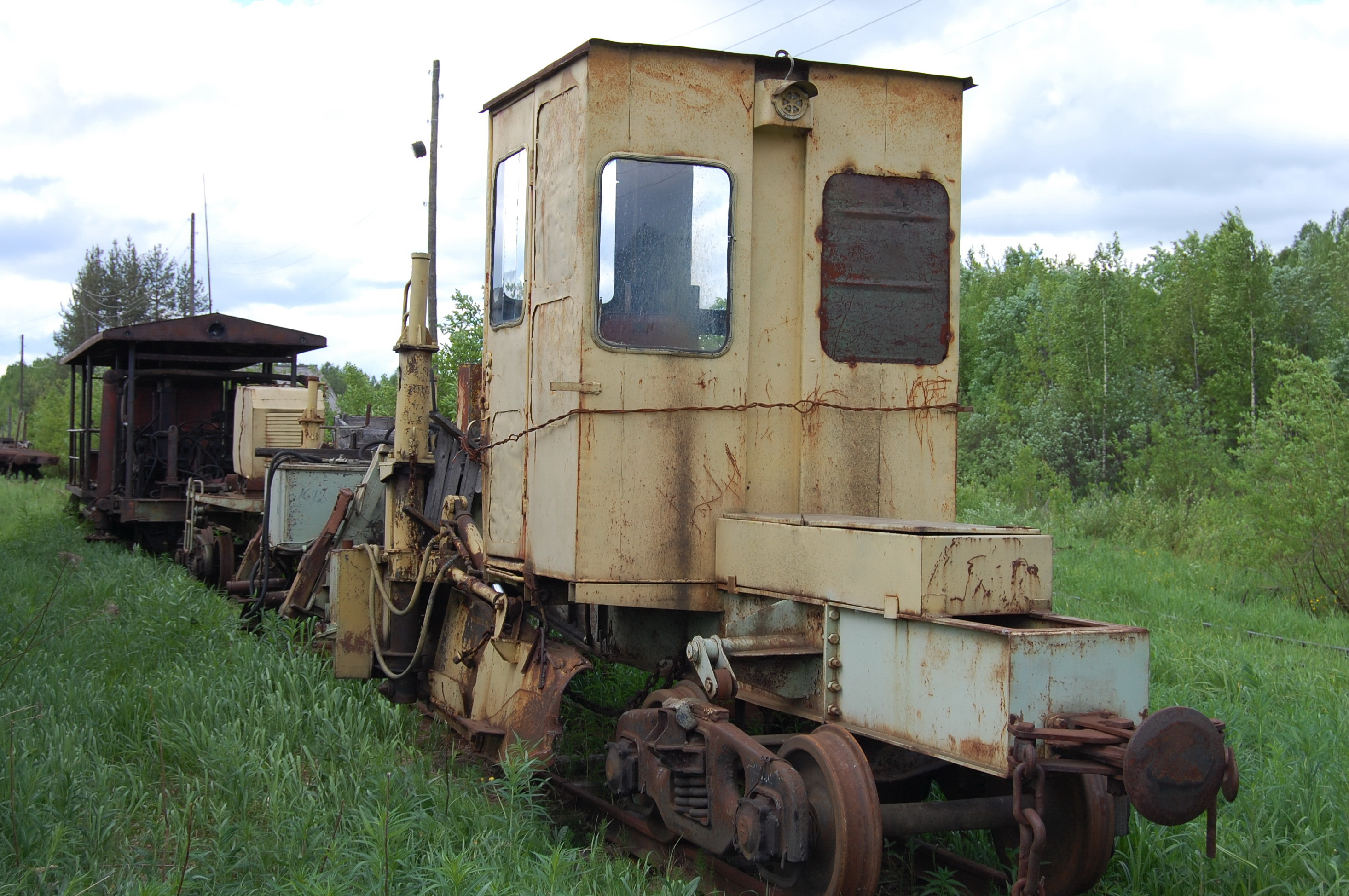
Шпалоподбивочная машина ЛД-22-002 и путевая машина ДМ-7 на ст. Кобра

- ТУ6А — № 3806, 2846, 2333, 2633, 3697, 3722, 3901, 3082, 3995, 3278, 3490
- ТУ6СП — № 0024
- ТУ6П — № 0022
- ТУ7 — № 2787, 2039, 2208, 2569, 2072, 2534
- ТУ8 — № 0457

### Вагоны
- Вагоны-сцепы
- Крытые вагоны
- Вагоны-цистерны различных моделей.
- Хопперы-дозаторы
- Вагоны-платформы различных моделей.
- Пассажирские вагоны ПВ40
- Вагон-столовая ВС1 на базе ПВ40
- Вагоны-самосвалы (думпкары УВС)
- Вагон транспортёр для перевозки крупногабаритной техники.

### Путевые машины
- Несамоходная крановая установка ЛТ-110-018
- Кран-путеперекладчик ДМ-20-006 Fiskars
- Выправочно-балластировочная машина ДМ-7
- Шпалоподбивочная машина ЛД-22-002
- Плужные снегоочистители
- Пожарный поезд

### Частные средства передвижения
- Самодельные «пионерки»

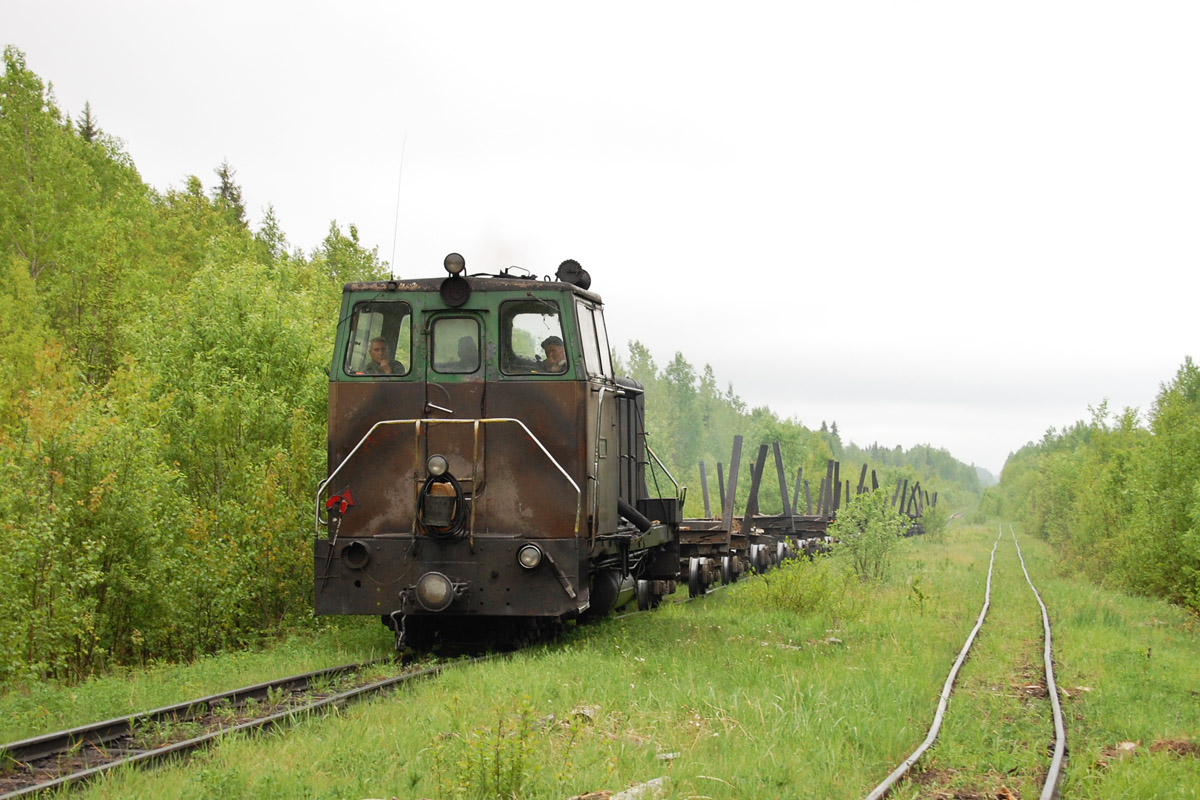
Тепловоз ТУ7-2072 с порожняком
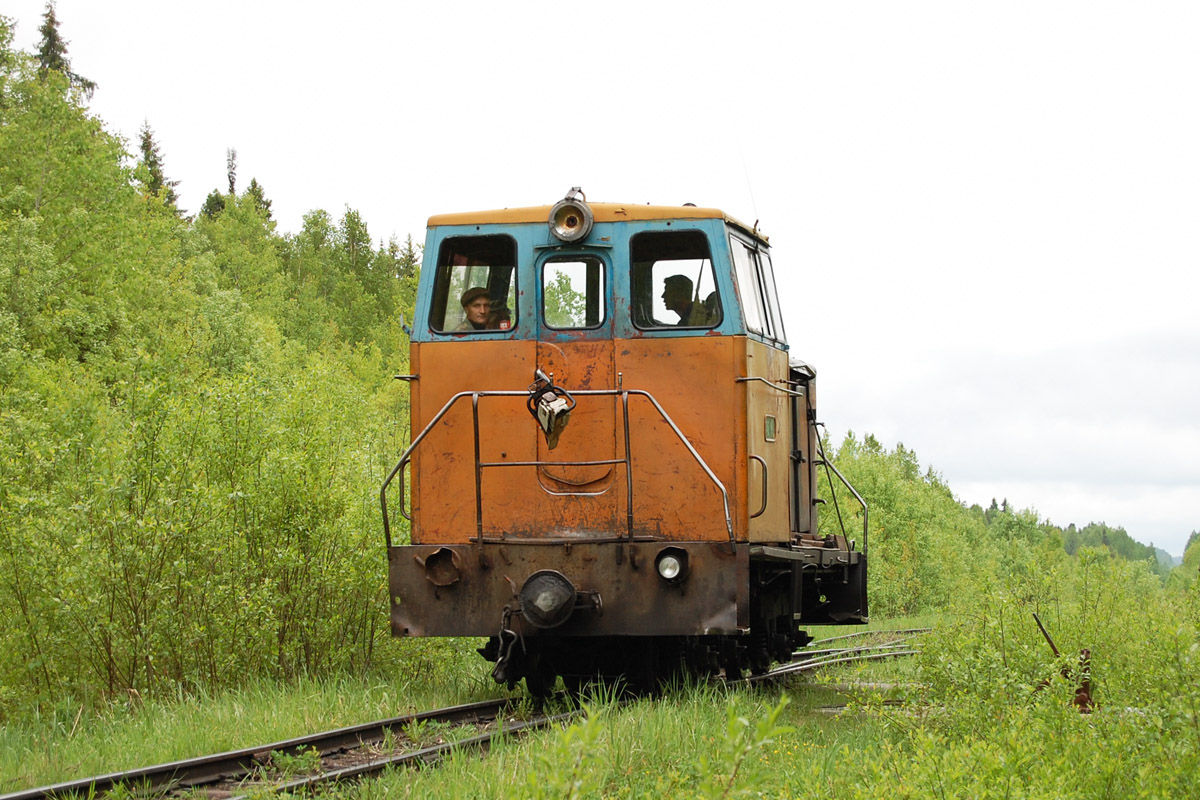
Тепловоз ТУ6А-3695
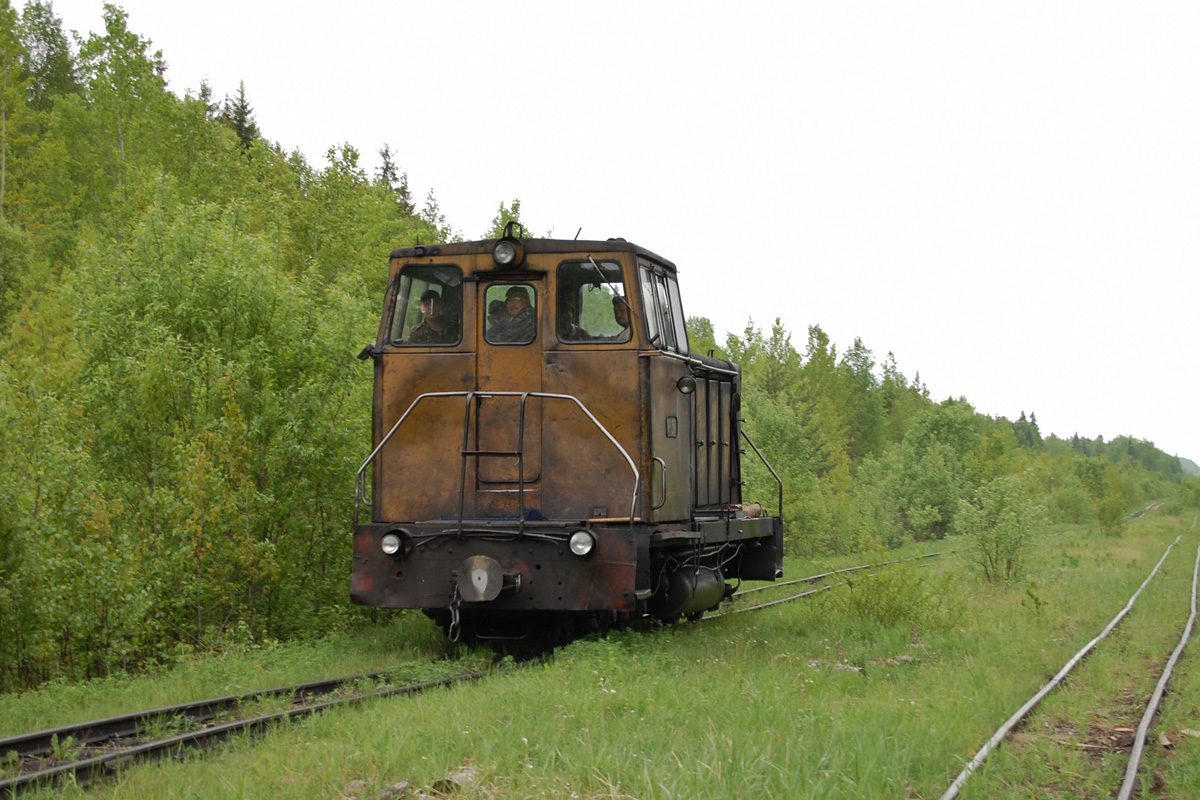
Тепловоз ТУ7-2569
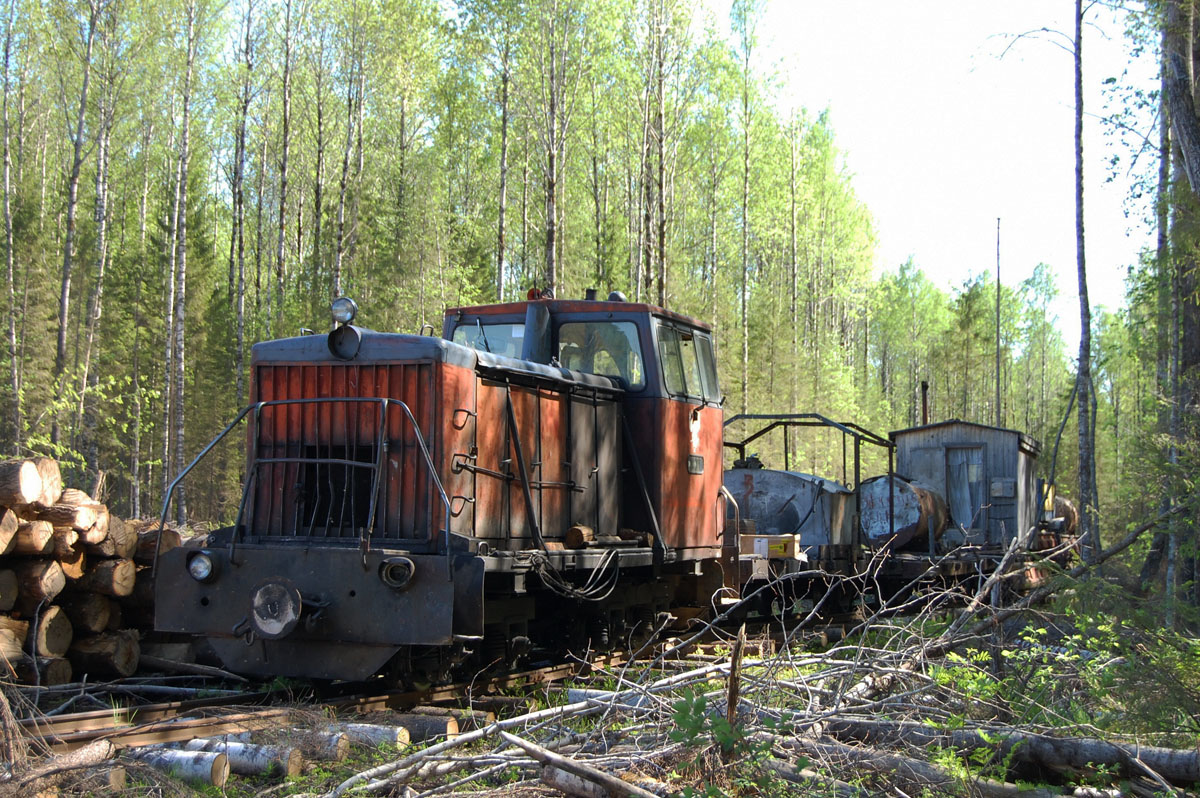
Тепловоз ТУ6А-2846  на делянке

## Фотогалерея

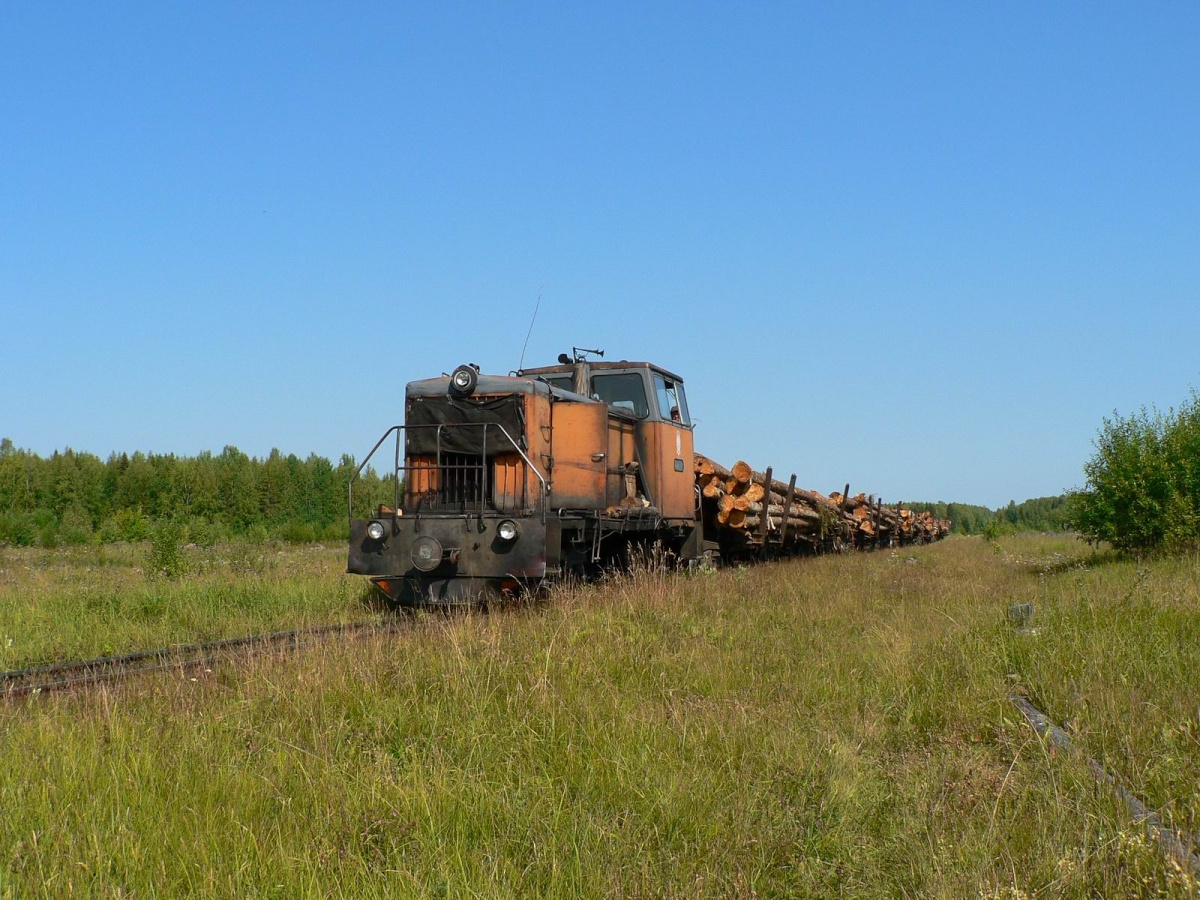
ТУ6А-3809 с грузовым поездом на 4-м километре линии
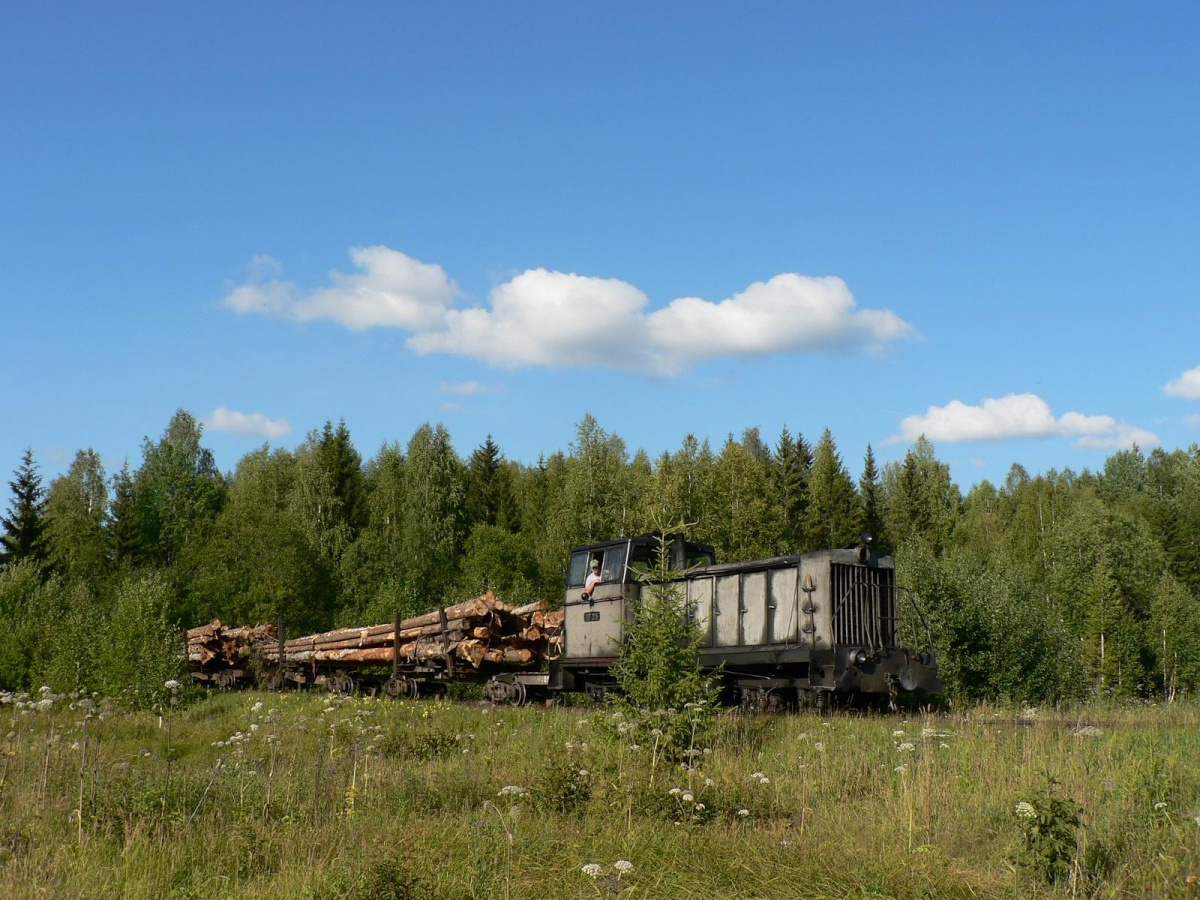
ТУ7-2039 с грузовым поездом
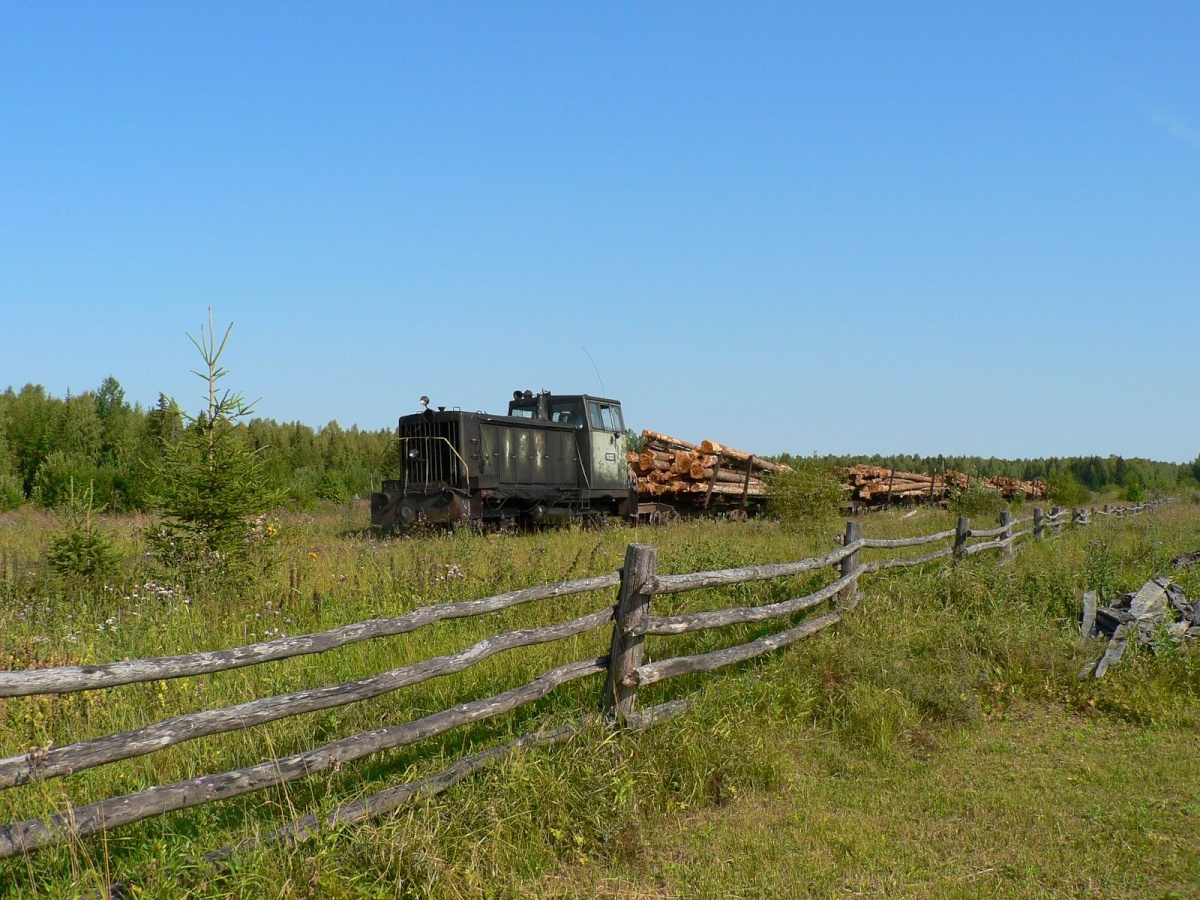
ТУ7-2072 с грузовым поездом
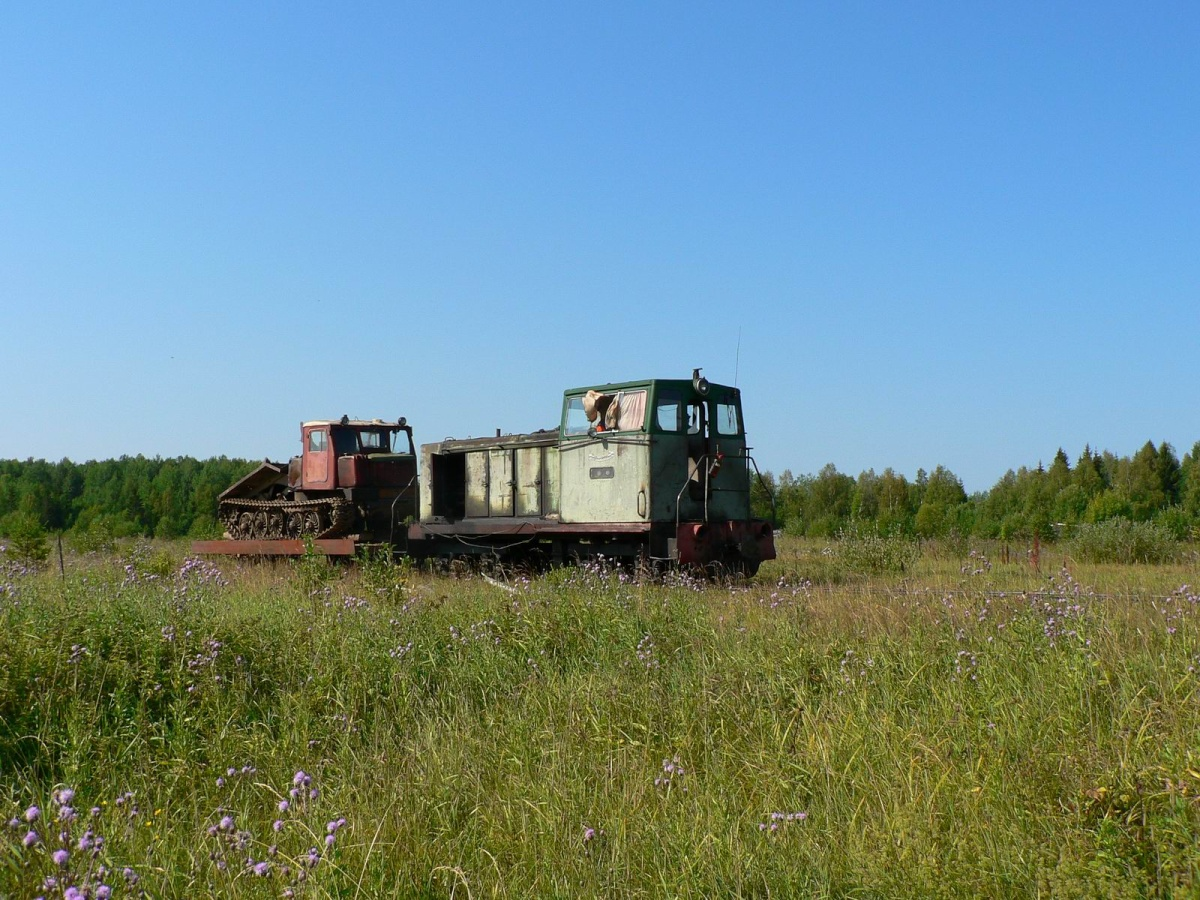
ТУ8-0457 с трелевочным трактором ТТ-4
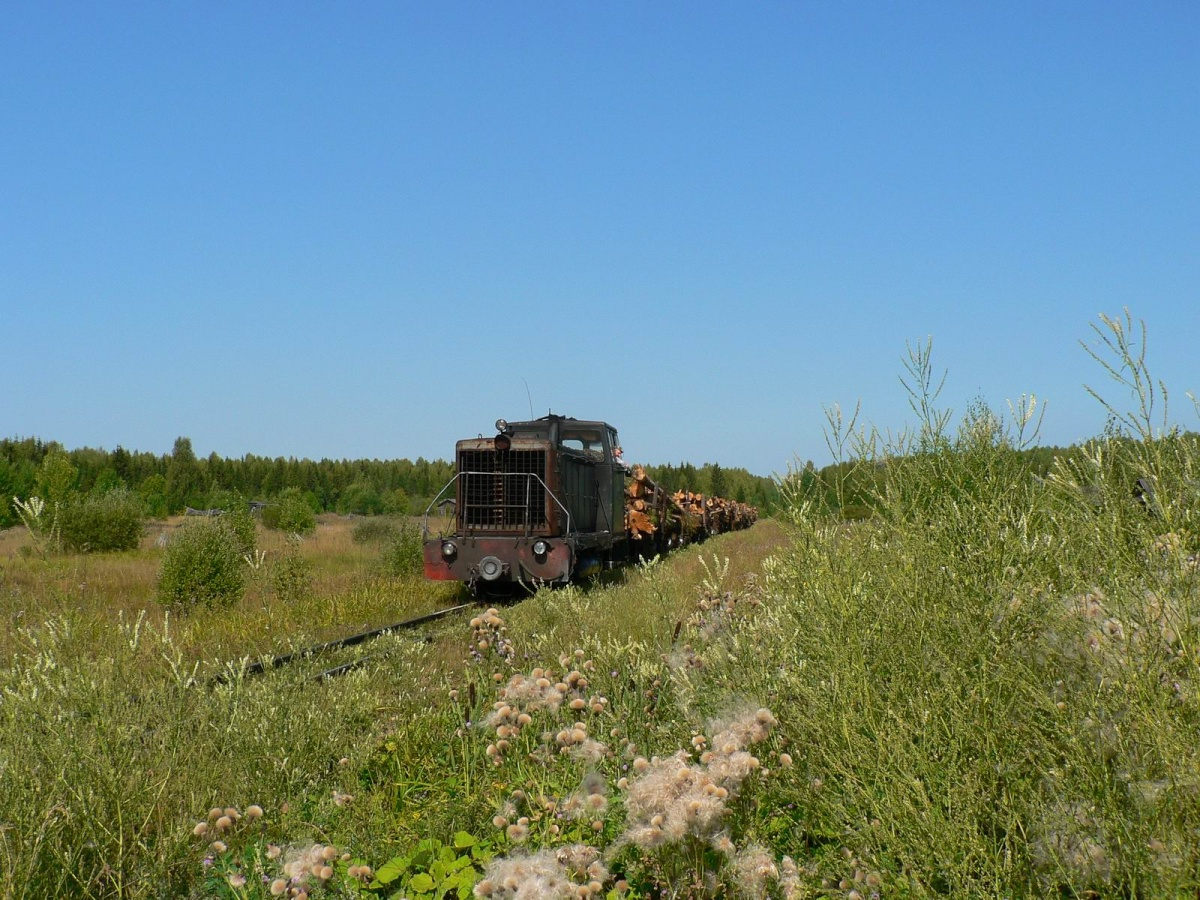
ТУ7А-2787 с грузовым поездом в поселке Стахановский
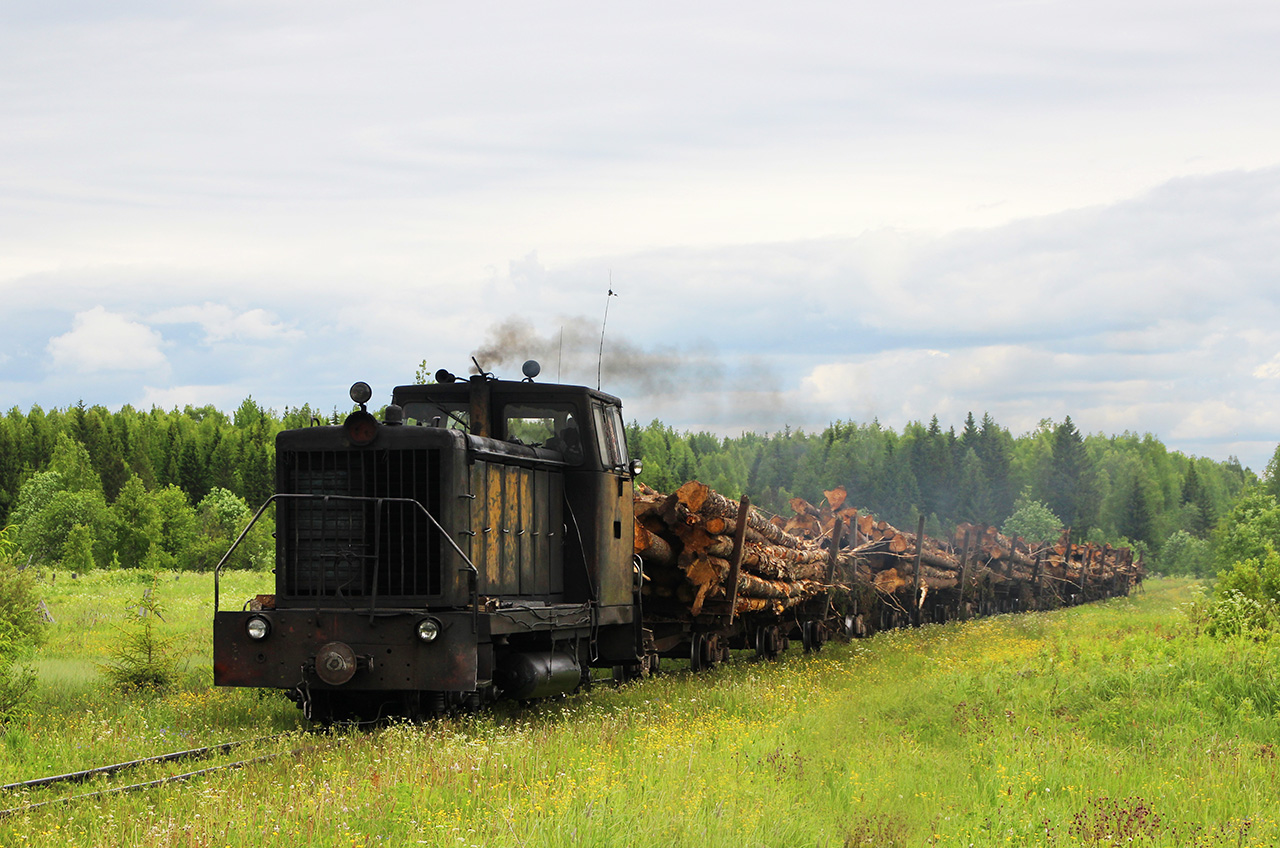
ТУ7-2569 с грузовым поездом
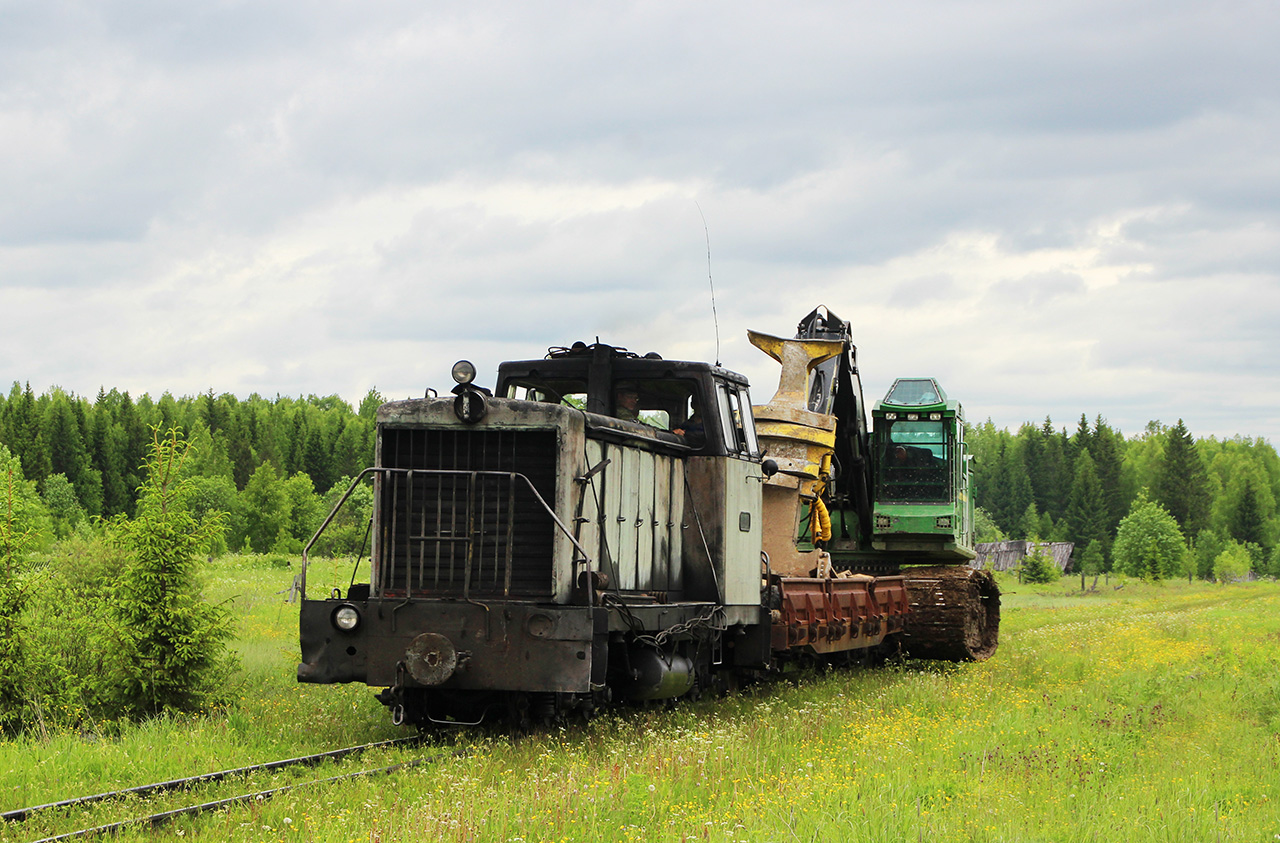
ТУ7-2039 с харвестером
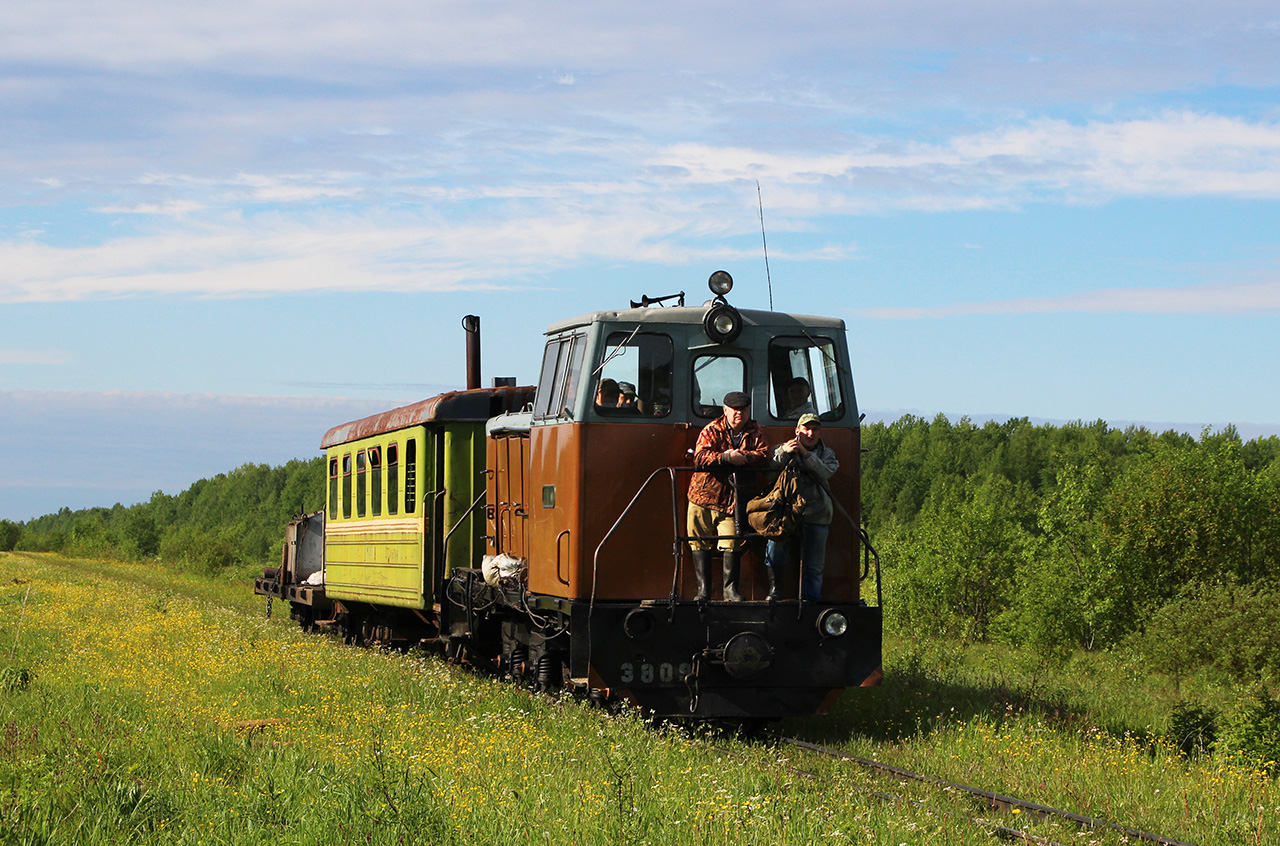
ТУ6А-3809 с рабочим поездом
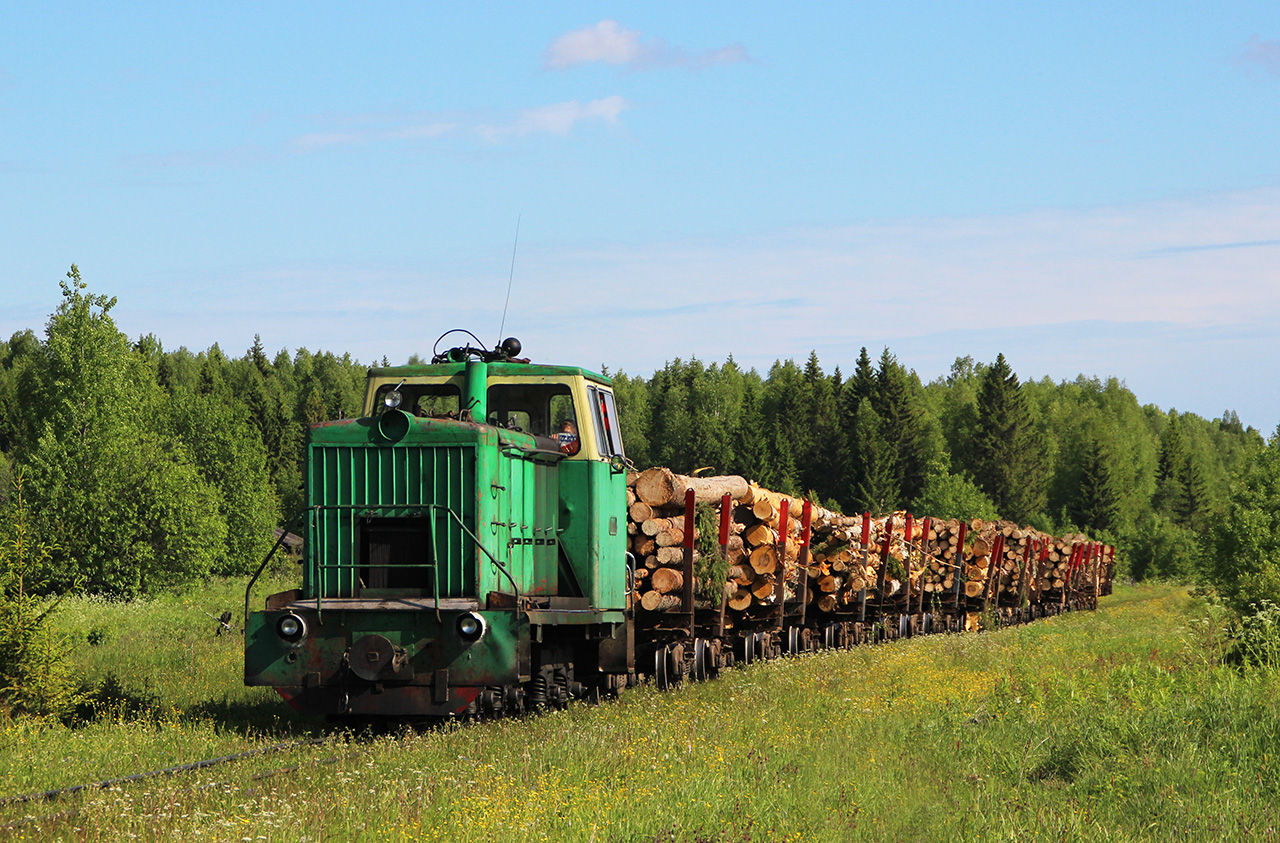
ТУ6А-2548 с грузовым поездом
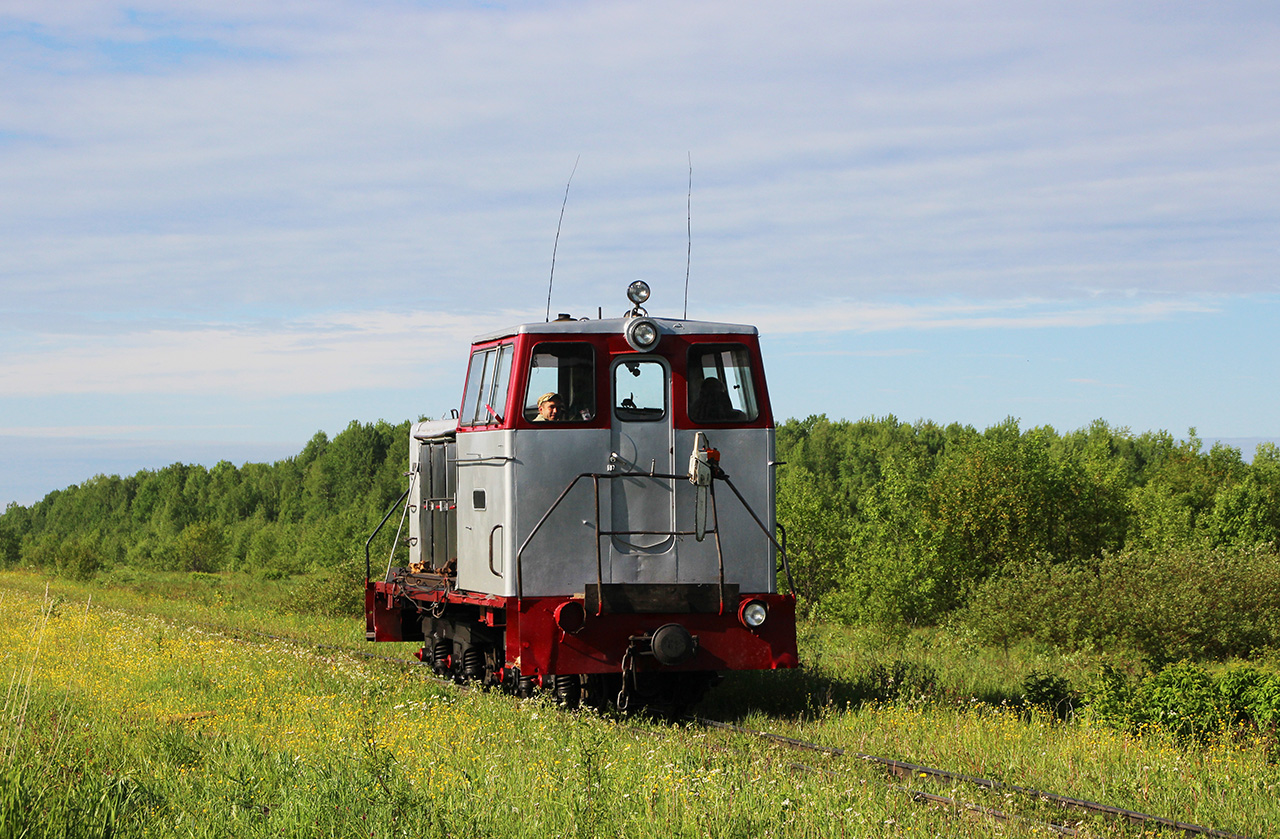
ТУ6А-3695